# AFP Giovinazzo
L'Acciaierie e Ferriere Pugliesi Giovinazzo Polisportiva és un equip d'hoquei patins de la localitat italiana de Giovinazzo, a la regió de la Pulla. Fou fundat el 1968 i actualment disputa la Sèrie A1 italiana, la màxima categoria estatal. La seva època d'or fou a finals del 70 i principis dels 80. El club es va dissoldre l'any 1997 i va ser refundat el 2004.
La temporada 1979/80, l'AFP Giovinazzo guanyà la Lliga italiana i la Recopa d'Europa, derrotant clarament al HC Sentmenat a la final. Posteriorment, la temporada 1980/81 l'equip arribà a la final de la Copa d'Europa, perdent la final contra el FC Barcelona. La temporada 1982/83 arribà a la final de la Copa de la CERS on caigué davant el HC Amatori Vercelli.

## Palmarès
- 1 Lliga italiana: 1979/80
- 1 Recopa d'Europa: 1980

## Entrenadors
- Francesco Amato[2] (2015-2017)
- Angelo Depalma[3] (2017-actualitat) (capità-entrenador)

## Jugadors destacats
Alguns dels jugadors de major renom de l'entitat esportiva són:
| - Francesco Frasca - Angelo Beltempo - Antonio (Nino) Caricato - Pino Marzella | - Tommaso Colamaria - Pietro Turturro - Franco Amato |